# 愛而為一世界巡迴演唱會
《愛而為一世界巡回演唱会》（全名為S.H.E is the One 愛而為一世界巡迴演唱會），是台灣女子演唱團體S.H.E的第三次的大型巡迴演唱会。

## 巡演歷程
此次巡迴演唱會自2009年10月16日、10月17日連續兩日於香港红磡體育館首站揭開序幕，這是此次巡演香港站與上一次巡演《移動城堡世界巡演》香港站睽違四年多之後，再次於紅館開唱，並且是首次在同一站連續兩天舉辦兩場的演唱會，此兩場演唱會因內部門票供不應求，代理公司維高文化因內部門票不足而退款，公開售票不足兩天，幾近秒殺，接近全部票售光，只剩下零星座位，並且演唱會結束後歌迷仍不肯離場且 Encore 聲長達20分鐘之久，兩場演出票房收入約3000萬元。此次巡演突破創新打造出全球首見的「無重力漂浮舞台」，並且部分歌曲皆重新編曲，舞蹈部分也重新編排。
自2009年10月，分別於香港、上海舉辦巡迴演唱會之後，S.H.E於2010年繼續展開《愛而為一世界巡迴演唱會》之旅，分別把演唱會帶到吉隆坡、洛陽、新加坡等地。2010年5月29日，返回台灣於臺北小巨蛋舉辦《愛而為一世界巡迴演唱會》台北場，並以旗艦場的形式來舉辦，並稱為「旗艦場」，這是距離上次2006年《移動城堡世界巡迴演唱會》在小巨蛋開唱後，隔了四年多的時間再次站上台北小巨蛋舞台開唱，門票於開賣後，便全數售出，幾近秒殺，搖滾特區的票在一開賣即銷售一空，一票難求。演唱會當天S.H.E也演唱了新專輯《SHERO》中的歌曲，當晚更兩度"安可"；此外，這場距離上次在臺北小巨蛋開唱相隔將近快四年的時間，因此製造的驚喜之多，讓此場演唱會堪稱是最多驚喜的演唱會，最終也導致演唱會現場觀眾久久不肯離去，使整場演唱會超時半個多小時之久，同時也造就了小巨蛋單場最多觀眾人數的紀錄。
之後，此次巡演因2010年10月Selina拍戲燒傷意外S.H.E暫時無法合體演出，故以2010年9月17日澳洲雪梨站作為此次巡演的最終場結束本次巡演，巡演場次總共有12場演出。
2011年3月4日，收錄了2010年5月29日在台北小巨蛋舉行的《S.H.E IS THE ONE 愛而為一世界巡迴演唱會》TOP GIRL台北「旗艦場」表演的現場影音——《愛而為一演唱會影音館》正式推出。最後，此影音專輯於IFPI香港唱片銷量大獎頒奬禮2011獲得最高銷量國語唱片獎項。

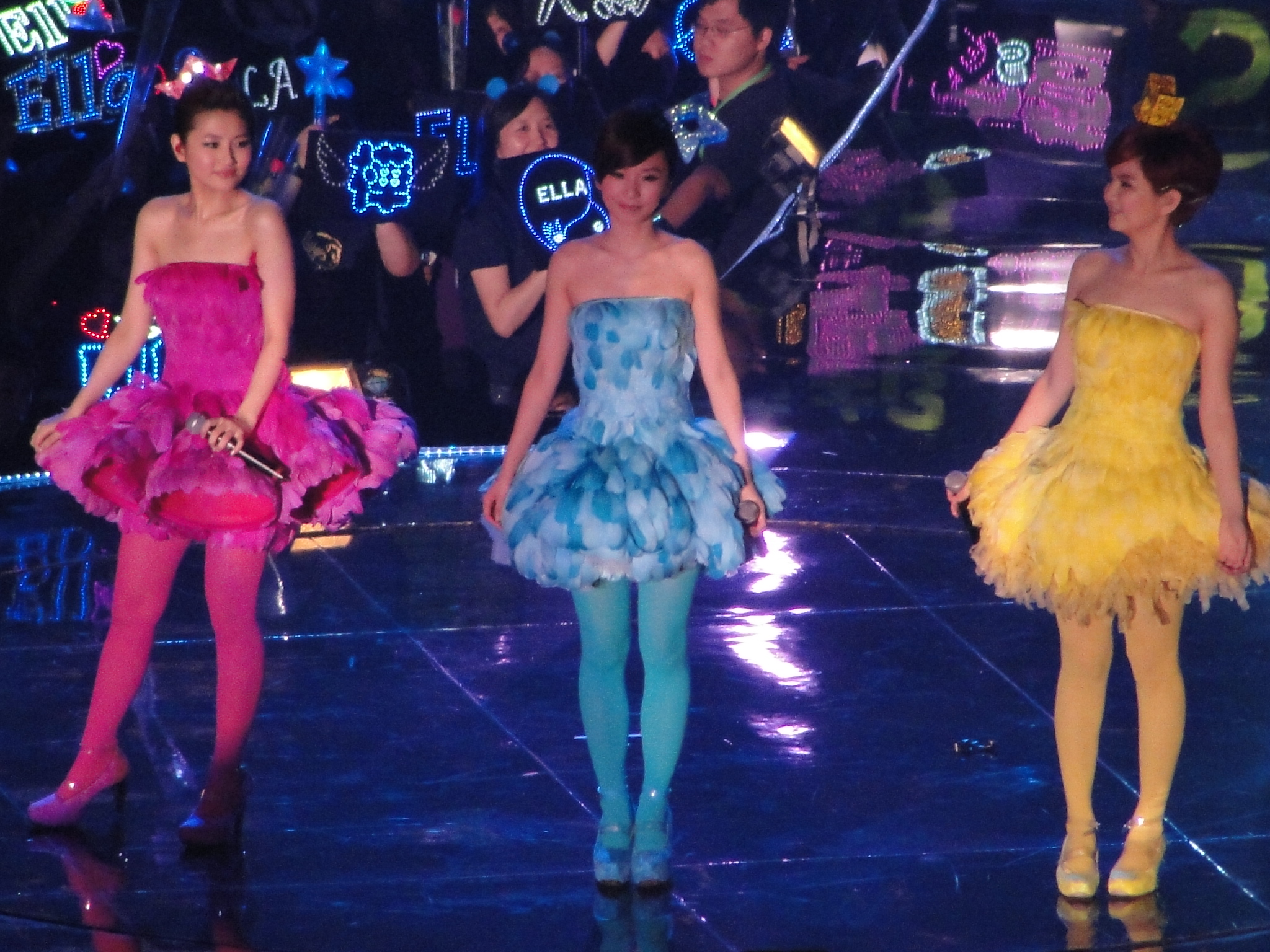
2010年5月《愛而為一世界巡迴演唱會》於臺北小巨蛋

## 演唱會簡介
此次巡迴演唱會以「愛」為主題，為呈現這抽象意念，打造全球首見的『無重力漂浮舞台』，樂隊將懸浮在空中演奏；舞台及演場會硬體和空中的LED燈，皆以圓弧線條呈現，展現無限延伸的空間感，藉此傳達愛無界限的概念，而演唱會造型特別請香港造型師Thomas Chan為三人量身打造，首先以「星星、 月亮 、太陽」為概念的科技感造型服分別詮釋「星星」、「月亮」與「太陽」所象徵的意念元素來襯托出S.H.E以符合三個人的個性，而人稱小太陽的Ella，穿起光芒萬丈、耀眼奪目的太陽裝，渾身散發自信熱情；外型溫柔甜美最具有女人特質的Selina則代表月亮，以行星運行軌道的概念來表現月亮的圓缺多變，而Hebe具知性慧詰的特質像星星一樣，因此穿上用繁複層次設計出的滿天星光的服裝。此次巡演不論快歌或慢歌，音樂和舞蹈將全部改編，而演唱會的內容一開始是S.H.E從演唱會舞台中央六層樓高的巨型花冠寶座底部的機關門出現作為開場，而「台北旗艦場」則是從六層樓高的巨型「花冠寶座」的頂部像花一樣綻放然後從頂部出現然後接著緩緩空降至地面下來作為開場，之後緊接著進入演唱快歌組曲，而除了演唱快歌組曲之外，並且同時也跳著重新編排的舞蹈，經過一陣邊唱邊跳之後，接著演唱會進入了由S.H.E三人參與設計發想的「主題趴」，而演唱會上精心設計的「主題趴」大致可分為「搖滾part」、「KTVpart」、「睡衣part」、「時尚電音part」，其中「搖滾part」是S.H.E彈著電吉他並演唱著編曲或曲風較為搖滾的歌曲；「KTVpart」是利用小機關把場館營造出像KTV的氛圍，然後在演唱歌曲時同時在大螢幕播放事先拍好的趣味復古音樂錄影帶VCR，再來S.H.E和現場觀眾隨著音樂大聲唱，並且S.H.E也有各自Solo演唱的音樂作品，而「台北旗艦場」則加唱了「台語組曲」；「睡衣part」這部分則是S.H.E會穿著「睡衣」造型的服飾，然後坐著南瓜造型的車子出場演出；「時尚電音part」則是把歷年來專輯的主打歌改編成時尚電音舞曲的版本，並同時跳著重新編排過的舞蹈。此套巡演台北場是以「旗艦場」的規模製作，除了加唱2010年全新專輯的新歌，而舞台也做了全新的調整，增加了延伸舞台和讓人驚喜不斷的機關道具。

## 巡演地點
| 日期           | 城市       | 国家/地区  | 地点                 | 表演嘉賓        | 觀眾人數      | 附註 |
| -------------- | ---------- | ---------- | -------------------- | --------------- | ------------- | --- |
| 第一階段       |            |            |                      |                 |               | |
| 2009年10月16日 | 香港       | 香港       | 红磡體育館           |                 | 大約12,000人  | 首次在紅館連開兩場，與上一次巡演《移動城堡世界巡迴演唱會》香港站，共三次站上紅磡體育館開唱。 |
| 2009年10月17日 | 香港       | 香港       | 红磡體育館           |                 | 大約12,000人  | 首次在紅館連開兩場，與上一次巡演《移動城堡世界巡迴演唱會》香港站，共三次站上紅磡體育館開唱。 |
| 2009年10月31日 | 上海       | 中國       | 上海八萬人體育場     |                 | 大約30,000人  | 當天適逢Selina生日，於是在演唱會上全場為Selina慶生 |
| 第二階段       |            |            |                      |                 |               | |
| 2010年3月6日   | 吉隆坡     | 马来西亚   | 武吉賈利勒國家體育場 | 林宥嘉          | 大約30,000人  | |
| 2010年4月10日  | 洛陽       | 中國       | 洛陽新區體育場       |                 | 大約30,000人  | 國色天香 S.H.E 2010 洛陽演唱会暨第 28 届洛陽牡丹花会庆典演唱会。 |
| 2010年4月17日  | 新加坡     | 新加坡     | 新加坡室內體育館     |                 | 大約8,000人   | |
| 2010年5月29日  | 台北       | 台灣       | 台北小巨蛋           | 三位 S.H.E 星媽 | 大約12,000人  | 此場為「旗艦場」，曲目編排與之前的場次有所不同，舞台佈置與舞台效果皆更為豐富，還加插演唱了2010年新專輯《SHERO》的新歌，讓歌迷驚喜連連。 - 當晚成為台北小巨蛋建成以來首場全場爆滿之演唱會，造成小巨蛋破例三、四層樓包廂全開之奇蹟，同時也造就小巨蛋單場最多觀眾人數的紀錄。 - 當晚兩度"安可"，此場演唱會是堪稱最多驚喜的演唱會。 |
| 2010年6月26日  | 北京       | 中國       | 首都體育館           |                 | 大約12,000人  | 此場形式依照台北「旗艦場」舉行。 |
| 2010年7月17日  | 澳門       | 澳門       | 金光綜藝館           |                 | 大約12,000人  | |
| 2010年8月1日   | 呼和浩特   | 中國       | 呼和浩特新體育场     |                 | 大約30,000人  | |
| 2010年8月14日  | 成都       | 中國       | 四川省體育館         |                 | 大約4,000人   | |
| 2010年9月17日  | 悉尼       | 澳洲       | 雪梨娛樂中心         |                 | 大約10,000人  | 此場形式因場地限制，主舞台改為LED大螢幕顯示，另外部分服飾如鳥巢裝亦沒有登場。 |
| 觀眾總人數     | 觀眾總人數 | 觀眾總人數 | 觀眾總人數           | 觀眾總人數      | 約172,000人次 | |

## 演出曲目

### 香港場歌單
Part 1
1. Super Star
2. Boom
3. Super Model
4. 宇宙小姐

Part 2
1. 612星球
2. 熱帶雨林
3. 天灰
4. 五月天
5. 最近還好嗎
6. 花都開好了
7. 倫敦大橋垮下來
8. 怎麼辦
9. 可愛萬歲

Part 3
1. Dream a little dream of me（英语：Dream a Little Dream of Me）（Hebe Solo）
2. Wake me up before you go-go（Selina Solo）
3. 我就是我（Ella Solo）
4. 觸電（Broadway Version）
5. 鎖住時間(10/16)
6. 遠方
7. 天亮了(10/17)
8. 半糖主義
9. 我愛煩惱
10. 痛快

Part 4
1. 天使在唱歌 Intro
2. 金鐘罩鐵布衫
3. 夢田
4. 老婆

Part 5
1. 愛到瘋癲（愛到失眠）
2. 安靜了
3. 說你愛我
4. 簡單愛（Ella Solo）
5. 崇拜（Selina Solo）
6. 給自己的情書（Hebe Solo）
7. 終結孤單
8. 三天三夜
9. 魔力

Part 6
1. I.O.I.O
2. 波斯貓
3. 不想長大
4. Beauty Up My Life
5. Remember
6. 美麗新世界

Encore
1. 中国话
2. 公主Selina (10/16)
3. 恋人未满

### 吉隆坡場歌單
Part 1
1. Super Star
2. Boom
3. Super Model
4. 宇宙小姐

Part 2
1. 612星球
2. 熱帶雨林
3. 天灰
4. 五月天
5. 最近還好嗎
6. 花都開好了
7. 倫敦大橋垮下來
8. 怎麼辦
9. 可愛萬歲

Part 3
1. Dream a little dream of me（英语：Dream a little dream of me）（Hebe Solo）
2. Wake me up before you go-go（Selina Solo）
3. 我就是我（Ella Solo）
4. 觸電（Broadway Version）
5. 遠方
6. 天亮了
7. 半糖主義
8. 我愛煩惱
9. 痛快

Part 4
1. 愛我的資格（with林宥嘉）
2. 看見什麼吃什麼（林宥嘉）
3. 天使在唱歌 Intro
4. 金鐘罩鐵布衫
5. 夢田
6. 老婆

Part 5
1. 愛到瘋癲
2. 安靜了
3. 說你愛我
4. 簡單愛（Ella Solo）
5. 崇拜（Selina Solo）
6. 給自己的情書（Hebe Solo）
7. 終結孤單
8. 三天三夜
9. 魔力

Part 6
1. I.O.I.O
2. 波斯貓
3. 不想長大
4. Beauty Up My Life
5. Remember
6. 美麗新世界

Encore：
1. 中國話
2. 戀人未滿

### 台北場歌單
Part 1
1. Super Star
2. Boom
3. Super Model
4. 宇宙小姐

Part 2
1. 612星球
2. 熱帶雨林
3. 天灰
4. 五月天
5. 最近還好嗎
6. 花都開好了
7. 我愛雨夜花
8. 倫敦大橋垮下來
9. 怎麼辦
10. 可愛萬歲

Part 3
1. Dream a little dream of me（Hebe Solo）
2. Wake me up before you go-go（Selina Solo）
3. 我就是我（Ella Solo）
4. 觸電（Broadway Version）
5. 愛就對了
6. 天亮了
7. 半糖主義
8. 我愛煩惱
9. 痛快

Part 4
1. 天使在唱歌 Intro
2. 金鐘罩鐵布衫
3. 夢田
4. 老婆

Part 5
1. 簡單愛（Ella Solo）
2. 崇拜（Selina Solo）
3. 笑忘書（Hebe Solo）
4. 終結孤單
5. 三天三夜
6. 茶噢
7. 媽媽請妳也保重
8. 惜別的海岸
9. 歡喜就好
10. 戀人未滿（星媽版S.H.E）
11. 魔力

Part 6
1. I.O.I.O
2. 波斯貓
3. 不想長大
4. Beauty Up My Life
5. Remember
6. 美麗新世界

Encore：
1. 中國話
2. SHERO

Encore again：
1. 你不會（清唱）
2. 愛呢
3. 愛上你（清唱）
4. 遠方
5. 安靜了
6. 戀人未滿

## 演唱會影音
| 發行日期      | 名稱                 | 版本     | 附註                                                |
| 2011年3月4日  | 愛而為一演唱會影音館 | DVD／BD  | 收錄於2010年5月29日臺北小巨蛋舉辦之演唱會現場影音。 |
| 2011年4月15日 | 愛而為一演唱會       | 數位發行 | 收錄於2010年5月29日臺北小巨蛋舉辦之演唱會現場專輯。 |

## 共同演出
- 音樂總監
  - 王治平
  - 洪敬堯
- 樂手
  - Keyboard1&Band Leader：洪敬堯
  - Keyboard2：陳子杰
  - 吉他手1：倪方來
  - 吉他手2：JerryC
  - Bass手：譚明輝
  - 鼓手：黃顯忠
  - Program：嚴嘉慶
- 合音天使
  - 合音1：馬毓芬
  - 合音2：梁世韻
  - 合音3：梁世達

## 演唱會製作
- 製作單位
  - 源活國際娛樂整合行銷
- 演唱會監製
  - 陳鎮川
- 製作人
  - 彭佳玲

## 外部連結
- YouTube上的S.H.E is the ONE 愛而為一台北旗鑑場演唱會 CF